# Locomozione terrestre

Un esempio di locomozione terrestre. Un cavallo - un quadrupede a stazione eretta ungulata - al galoppo. Animazione di una sequenza di foto di Eadweard Muybridge

Per locomozione terrestre si intende la capacità di un organismo di muoversi sulla terraferma. Essa si è sviluppata nel corso dell'evoluzione con il passaggio dei primi animali dall'ambiente acquatico a quello terrestre.
Questo passaggio ha posto problemi non indifferenti, e ha portato le specie ad adattarsi alle nuove condizioni di un ambiente completamente diverso da quello acquatico, primo fra tutti quello della forza di gravità.
Ci sono tre forme base di locomozione terrestre:
- Locomozione su arti - Avviene grazie all'uso di arti o appendici.
- Locomozione senza arti - in cui il movimento avviene senza l'uso degli arti appositi, ma utilizzando il corpo stesso come struttura propulsiva.
- Rotolamento - il movimento avviene ruotando il corpo e sfruttando l'attrito con il terreno.

## Locomozione su arti
Il movimento su appendici è la forma più comune di locomozione sulla terra ed in particolare per due grandi gruppi di esseri viventi, i vertebrati e gli artropodi. Alcuni aspetti molto importanti della locomozione su arti sono la postura (il modo in cui il corpo viene supportato dalla gambe), il numero di arti, la struttura funzionale dell'arto e del piede ad esso collegato. Esistono inoltre vari tipi di andatura, come ad esempio la camminata, la corsa o il salto.

### Postura

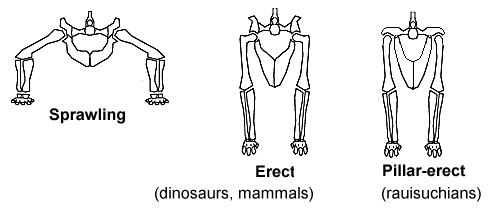
Comuni posture delle anche e degli arti posteriori.

Gli arti possono permettere la locomozione in diversi modi. Uno degli aspetti più importanti è sicuramente la postura, ossia il modo in cui gli arti sostengono il corpo.
Charig, nel 1972 identificò tre posture principali con cui i vertebrati sostengono il corpo: tentacolare, semi-eretta, eretta. Alcuni animali sono in grado di cambiare postura per adattarsi alle circostanze. Curiosamente, non c'è differenza nel dispendio energetico tra le diverse posture adottate. 
La postura "tentacolare" è la più primitiva, da cui, grazie all'evoluzione, si originarono tutte le altre. Gli arti superiori sono in genere tenuti orizzontalmente, mentre gli arti inferiori sono posti in verticale, anche se l'inclinazione degli arti superiori può essere notevolmente aumentata negli animali di grandi dimensioni.